# Фавр, Мари-Луиз
Мари́-Луи́з Фавр (фр. Marie-Louise Favre) — швейцарская кёрлингистка.
В составе женской сборной Швейцарии участница чемпионата мира 1980 (заняли восьмое место). Чемпионка Швейцарии среди женщин.
Играла на позиции третьего.

## Достижения
- Чемпионат Швейцарии по кёрлингу среди женщин: золото (1980)[2].

## Команды
| Сезон   | Четвёртый   | Третий         | Второй         | Первый             | Турниры                      |
| ------- | ----------- | -------------- | -------------- | ------------------ | ---------------------------- |
| 1979—80 | Габи Шарьер | Мари-Луиз Фавр | Марианн Ульман | Cécile Blanvillain | ЧШЖ 1980 · ЧМ 1980 (8 место) |

(скипы выделены полужирным шрифтом)